# Tratado de Tarascón (1176)
El Tratado de Tarascón o Paz de Tarascón fue una paz concertada entre Raimundo V de Tolosa y Alfonso II de Aragón en abril del año 1176 en la localidad de Tarascón donde, a cambio del pago de treinta mil marcos de plata, el conde de Tolosa renunciaba a sus pretensiones sobre la Provenza, el Condado de Gévaudan y el Carladès. Esta paz resultó del fortalecimiento en Occitania de la posición de Alfonso II de Aragón, que se había consolidado entre 1168 y 1173, aprovechando el conflicto de Raimundo V con Enrique II de Inglaterra. 

## Antecedentes
En 1166, Ramón Berenguer III de Provenza murió en el asedio de la ciudad de Niza, que se había rebelado, dejando solo una hija, Dulce de Provenza. La regencia, alegando la carencia de descendencia masculina, obtuvo que el condado de Provenza pasara a Alfonso II de Aragón, primo hermano de Ramón Berenguer III. Para conservar Provenza, fue necesario vencer con la ayuda de la flota genovesa a los alzamientos producidos en la Camarga y en Argença por los partidarios de Raimundo V de Tolosa, que dominaban la plaza fuerte de Albaron, recuperada por la facción barcelonesa. En 1167, contando con el apoyo de los vizcondes de Montpellier, del episcopado provenzal y de la Casa de Baus, que había abandonado su anterior política antibarcelonesa, los regentes aragoneses pudieron considerar consolidado el dominio sobre Provenza, además de firmar en 1175 el Tratado de Amparanza, por el que se vinculaba el Valle de Arán con la Corona.